# دومانتس دریسکنس
دومانتس دریسکنس (انگلیسی: Daumants Dreiškens؛ زادهٔ ۲۸ مارس ۱۹۸۴) ورزشکار بابسلد اهل لتونی است.
وی در مسابقات کشوری و بین‌المللی در مجموع برندهٔ ۲ مدال طلا، ۱ مدال نقره، ۳ مدال برنز شده‌است.